# Monte Chersogno
Il monte Chersogno (3.026 m s.l.m.) è una vetta alpina che si trova in valle Maira, nella provincia di Cuneo. Appartiene alle Alpi Cozie, sottosezione Alpi del Monviso.

## Caratteristiche
La montagna si trova in alta valle Maira, in comune di Prazzo, distanziato dalla cresta spartiacque principale che separa la valle Maira dalla valle Varaita. È localizzato su una protuberanza della cresta che scende dalla rocca la Marchisa verso sud-est fino al passo Chersogno, per poi scendere verso sud fino al fondovalle della valle Maira, separando il comune di Prazzo da quello di Acceglio. È una piramide rocciosa i cui lati scendono piuttosto scoscesi in tutte le direzioni, eccezion fatta per il versante occidentale che digrada con relativa dolcezza verso il passo Chersogno.
Dal punto di vista geologico, la montagna è costituita da quarziti conglomeratiche, con intercalazioni di micascisti, misti a un conglomerato a ciottoli di riolite (verrucano alpino); si tratta di formazioni molto antiche, risalenti al Permiano.
Il monte è stato citato indirettamente nel film Il vento fa il suo giro: il suo nome è infatti utilizzato per il villaggio dove si svolge l'azione, chiamato appunto Chersogno.

## Ascensione alla vetta
L'accesso alla vetta è di tipo escursionistico, con una via normale che non presenta particolari difficoltà.
L'accesso classico avviene dalla borgata Campiglione del comune di Prazzo, in valle Maira; da qui si risale per sentiero fino al passo Chersogno, da cui si raggiunge la vetta. Il percorso ha una difficoltà valutata in E. Il passo Chersogno è raggiungibile anche con altri percorsi, ad esempio partendo da Elva. Altri percorsi, più impegnativi (EE), prevedono di partire dalla frazione Ussolo di Prazzo., o di traversare dal Pelvo d'Elva (in quest'ultimo caso ci si trova di fronte a difficoltà già di tipo alpinistico). Tutti questi itinerari possono appoggiarsi al vicino bivacco Bonfante, presso il lago Camoscere.

### Accesso invernale
È possibile accedere alla vetta anche in inverno, avvicinandosi con gli sci da sci alpinismo; il percorso finale presenta però caratteristiche già alpinistiche.

### Arrampicata e alpinismo

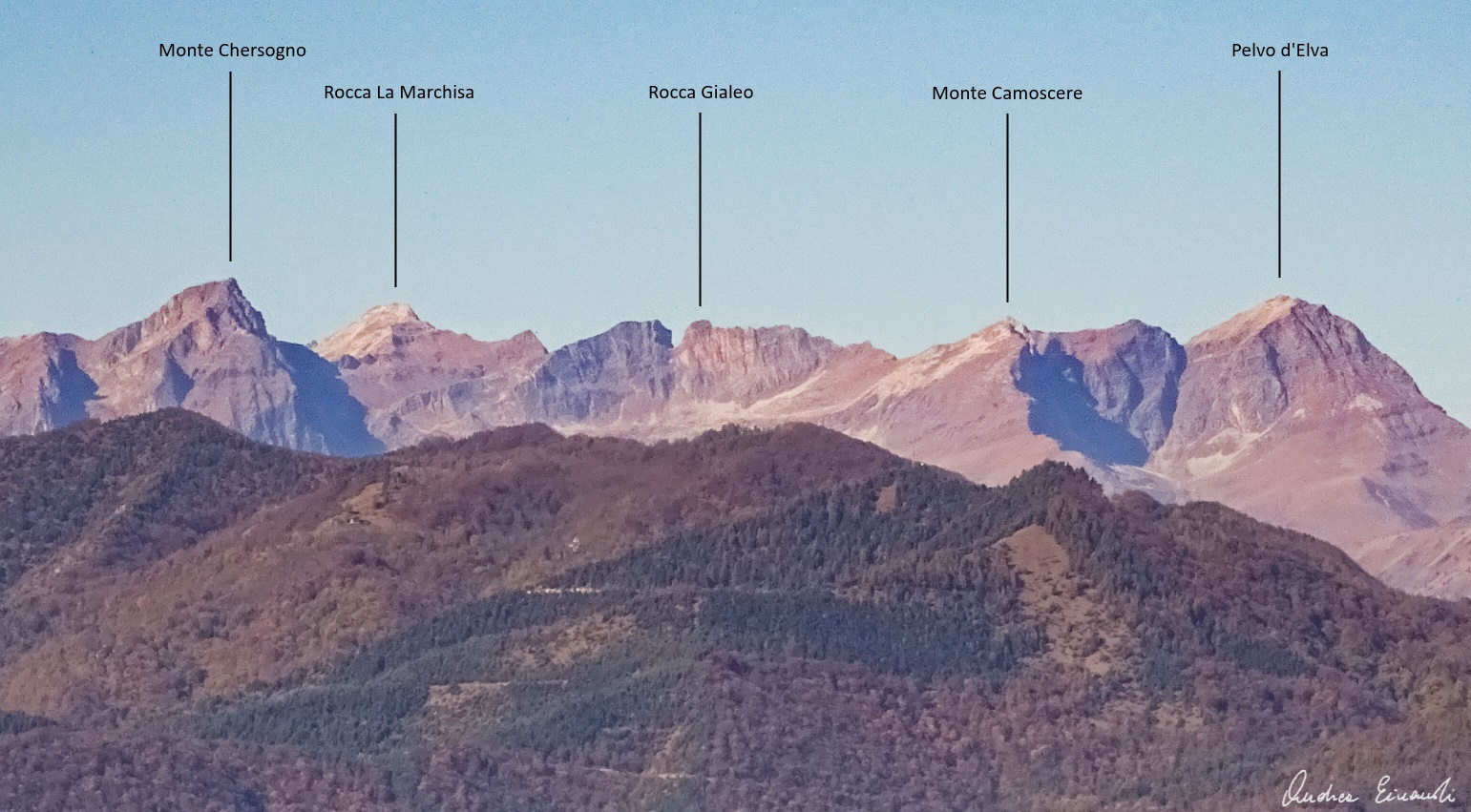
Cime dell'alta valle Maira viste da Cuneo. A sinistra il monte Chersogno

Il Chersogno presenta anche diverse possibilità alpinistiche.
La traversata dal colle della Bicocca, attraverso il monte Bonfante, è un interessante percorso scrambling, con difficoltà valutata in PD.
Sul torrione sud-est si sviluppa la via dei ginepri, aperta da Ernesto e Walter Galizio e Guido Rossetti nel 1983. Si tratta di un percorso di 8 tiri di corda per totali 320 m di sviluppo, con difficoltà valutata in TD- e passaggi fino al VI grado su roccia poco stabile.
Un'altra via si sviluppa sullo sperone nord-est. Aperta da Gian Luigi Bozzo, Marcelle Ghibaudo e Mario Idoro il 25 settembre 1977, si sviluppa in verticale per 700 m, con difficoltà complessiva D+ e passaggi fino al V-V+.